# Toufik Zerara
Toufik Zerara (Mulhouse, Frankrijk, 3 februari 1986) is een Franse-Algerijnse profvoetballer, die anno 2008 onder contract staat bij de Belgische eersteklasser Germinal Beerschot.
Als jeugdspeler begon Zerara achtereenvolgens bij FC Kingersheim en FC Mulhouse, alvorens een profcontract te ondertekenen bij het opleidingscentrum van FC Sochaux in 2006. Hij werd enkele malen voor de Franse beloftenploeg geselecteerd. In 2007 ondertekende hij een contract bij Germinal Beerschot.
Zerara is een linksvoetige flankmiddenvelder. Zijn huidig contract bij Germinal Beerschot loopt tot 2010.

## Spelerstatistieken
| seizoen    | club               | land      | competitie     | wed. | goals |
| ---------- | ------------------ | --------- | -------------- | ---- | ----- |
| 2006-07    | FC Sochaux         | Frankrijk | Ligue 1        | 0    | 0     |
| 2007-08    | Germinal Beerschot | België    | Jupiler League | 7    | 0     |
| Bijgewerkt | 19-05-2008         |           |                |      |       |